# BLOW-UP
『BLOW-UP』（ブロウ・アップ）は、松田樹利亜のアルバム。

## 概要
15周年記念アルバムの第1弾。

## 批評
CDジャーナルは、「パワフルかつ色っぽいボーカルが絡んだ楽曲はどれも存在感抜群で、歌詞の世界観も興味深い」と評した。

## 収録曲
1. BLOW-UP
2. 霞月
3. Will Try
4. 鮮華億
5. Innocent
6. Crying in the rainy
7. Awful
8. アダムとイヴの輪廻
9. Earth
10. I will be with you

全曲 作詞：松田樹利亜、作曲・編曲：鈴木慎一郎